# Шпрах, Владимир Викторович
Влади́мир Ви́кторович Шпрах (4 июля 1950, Иркутск) — российский учёный, врач-невролог, доктор медицинских наук, профессор, ректор Иркутской государственной медицинской академии последипломного образования, главный невролог Иркутской области. Заслуженный врач Российской Федерации (2000). Заслуженный деятель науки Российской Федерации (2007). Почётный гражданин Иркутской области (2010). Председатель Общественной палаты Иркутской области (2015).

## Биография
В 1983 году защитил кандидатскую диссертацию «Возрастные особенности гемокоагуляции и антикоагулянтной терапии у больных с церебральными ишемиями». В 1993 году защитил докторскую диссертацию ««Дисциркуляторная энцефалопатия атеросклеротического и гипертонического генеза (факторы риска, варианты клинического течения, дифференцированное лечение и профилактика)». В 1993 году присвоено учёное звание профессора. Основное направление научных исследований — эпидемиология, ранняя диагностика, клиника, профилактика и лечение сосудистых заболеваний головного мозга, проблемы соматоневрологии, эпилепсии, рассеянного склероза, закрытой черепно-мозговой травмы, менингитов, неврологии детского возраста, пограничных нервно-психических расстройств, математического прогнозирования развития и течения
болезней нервной системы.

## Награды и звания
- Заслуженный врач Российской Федерации (2000).
- Лауреат премии губернатора Иркутской области (2001).
- Знак отличия «За заслуги перед Иркутской областью» (2005)[1].
- Заслуженный деятель науки Российской Федерации (2007).
- Почётный гражданин Иркутской области (2010)[2].
- Орден Почёта (2014)[3].